# アリー・アフマド・ジャラーリー
アリー・アフマド・ジャラーリー（パシュトー語: علي احمد جلالي、Ali Ahmad Jalali、1940年 - ）は、アフガニスタンの政治家、軍人。大佐。元内務大臣。

## 経歴
カーブル出身。パシュトゥーン人。グラーム・ジャイラーニー・ジャラーリーの息子。
1961年カーブル軍事大学を卒業。1966年、カーブル参謀大学で軍事学修士号取得。
1967年、イギリス参謀大学（British Staff College）を卒業し、アメリカ、ソ連、トルコの軍事教育施設で研修を受けた。1978年の革命までアフガン陸軍に勤務し、大佐まで昇進した。
1979年、ムジャーヒディーンに参加し、1980年～1982年、パキスタンで軍事行動の計画立案に従事した。
1982年、アメリカに移民し、1987年に市民権を取得。1988年～1997年、ボイス・オブ・アメリカのパシュトゥー語局長。1997年～2003年1月中旬、同ラジオ局のダリー語局長。在米時にハーミド・カルザイと知り合う。
2003年1月29日、内務大臣代行。2004年12月～2005年9月、内務大臣。
2005年9月、研究活動に戻ると称して、内務相を突如辞任した。アメリカに戻った後、アメリカ国防大学附属近東・南アジア戦略研究センターの教授。2007年、アフガニスタンに帰国。
2009年1月、アメリカを訪問した際、「バラク・オバマは、カルザイの4人の後継者を面接した。彼はその1人だ」と評された。

## パーソナル
ダリー語、パシュトゥー語、英語を話す。ワシントン大学の政治学学士。アフガン戦争に関する3冊の著作がある。